# Petr Pelzer
Petr Pelzer (1. května 1941 Brno – 4. července 2017 Praha) byl český herec.

## Život
V roce 1963 vystudoval činoherní herectví na Janáčkově akademii múzických umění v Brně. Po absolutoriu působil během své vojenské prezenční služby v Armádním uměleckém souboru Víta Nejedlého (1963–1965), poté si zahrál v experimentální zájezdové scéně Maringotka, hostoval také v pražském Divadle Na zábradlí. V letech 1968–1979 působil v Divadle Oldřicha Stibora v Olomouci, poté odešel do Ostravy, kde nejprve získal angažmá v Divadle Petra Bezruče a po roce angažmá ve Státním divadle Ostrava (1980–1984). V letech 1984–1994 hrál Městských divadlech pražských, od roku 1994 byl členem Činohry Národního divadla v Praze. Jako herec s velmi kultivovaným hlasovým projevem a osobitou barvou hlasu se také často uplatňoval před rozhlasovým mikrofonem a v dabingu (např. Gandalf z Pána prstenů).
Zemřel 4. července 2017 ve věku 76 let.

## Divadelní role, výběr
- 1992 Falkenštejn (Hynek z Dubé)
- 1992 Médeia (Kréon)
- 1994 Sluha dvou pánů (Doktor Lombardi)
- 1995 Weselohry (Učitel, Duch, Volavka, Žitobílek)
- 1997 Běsi (Šigalev)
- 1997 Paličova dcera (Horyna)
- 1998 Pašije aneb Theatrum passionale (Apoštol Petr)
- 1998 Obsluhoval jsem anglického krále (Předseda soudu, Burzián, Chytrák)
- 1999 Mnoho povyku pro nic (Antonio)
- 2001 Lucerna (Braha)
- 2004 Naši furianti (Pavel Kožený)
- 2009 Srpen v zemi indiánů (Beverly Weston)
- 2010 Věc Makropulos (Solicitátor Vítek)
- 2010 Čaj u pana senátora (Potkan)
- 2011 Zkrocení zlé ženy (Vincentio)
- 2012 Nosorožec (Kavárník, Stařík)
- 2012 Troilus a Kressida (Nestor)
- 2014 Generálka (Guvernér)
- 2015 Poslední aristokratka (Pan Krása)

## Film, výběr
- 1968 Objížďka
- 1968 Žert
- 1986 Dobré světlo
- 1993 Helimadoe
- 1993 Svatba upírů
- 1995 Učitel tance
- 2001 Královský slib

## Televize, výběr
- 1980 Bez ženské a bez tabáku(Cyklus komedií z valašské vesnice)
- 1981 Přicházejí bosí (TV cyklus her) – role: Vilém Babický (2. díl: Nezralost)
- 1982 Pravda neroste na višni
- 1982 Příběhy všedního dne: Příběh muže, který miloval svou ženu
- 1989 Dobrodružství kriminalistiky
- 1991 Přes padací mosty (1. díl)
- 1992 Život a dílo skladatele Foltýna (Dr.Petrů)
- 1996 Život na zámku (děkan)
- 2003 Četnické humoresky (profesor Burian)
- 2004 Pojišťovna štěstí (Souček)
- 2010 Na vlky železa (docent Šebánek)
- 2012 Ztracená brána (Haluzka)
- 2013 Sanitka 2 (profesor AVU)
- 2014 České století (Pavel Tigrid)
- 2015 Policie Modrava (patolog)

## Rozhlasové role
- 1993 Zdeněk Svěrák: Podzemnice olejná, režie Jan Fuchs, účinkují: Vlasta Žehrová, Zdeněk Svěrák, Jiří Pleskot, Jiřina Jirásková, Petr Pelzer a Martin Růžek.